# Feyenoord in het seizoen 1993/94
Hier staan alle statistieken van Feyenoord tijdens het seizoen 1993/94.

## Wedstrijden

### PTT Telecom Cup
| Zondag 8 augustus 1993 20:00 uur,                             | Feyenoord | 0-4 (0-1) | Ajax *                                        | Opstelling Feyenoord | Opstelling Ajax * |  |
| Stadion: De Kuip, Rotterdam Toeschouwers: 31.756 Blankenstein |           |           | 18', 62' Litmanen 47' F. de Boer 61' Overmars | De Goey, Van Gobbel, Metgod 46' ( Fraser), Refos, Heus , Bosz, Scholten, Witschge, Taument, Obiku 46' ( Van Loen), A. Gunnlaugsson | Van der Sar, Blind , F. de Boer, Silooy, Rijkaard, Van den Brom, Kreek, Litmanen, Overmars 85' ( Huijsen), Seedorf, R. de Boer |  |
| Stadion: De Kuip, Rotterdam Toeschouwers: 31.756 Blankenstein |           |           |                                               | De Goey, Van Gobbel, Metgod 46' ( Fraser), Refos, Heus , Bosz, Scholten, Witschge, Taument, Obiku 46' ( Van Loen), A. Gunnlaugsson | Van der Sar, Blind , F. de Boer, Silooy, Rijkaard, Van den Brom, Kreek, Litmanen, Overmars 85' ( Huijsen), Seedorf, R. de Boer |  |
| Stadion: De Kuip, Rotterdam Toeschouwers: 31.756 Blankenstein |           |           |                                               | De Goey, Van Gobbel, Metgod 46' ( Fraser), Refos, Heus , Bosz, Scholten, Witschge, Taument, Obiku 46' ( Van Loen), A. Gunnlaugsson | Van der Sar, Blind , F. de Boer, Silooy, Rijkaard, Van den Brom, Kreek, Litmanen, Overmars 85' ( Huijsen), Seedorf, R. de Boer |  |
| Bijz.: * Winnaar                                              |           |           |                                               | | |  |

### PTT-Telecompetitie
| Datum      | Thuis            | Uitslag | Uit              | Doelpuntenmakers Feyenoord                                                                  | Bijzonderheden         |
| ---------- | ---------------- | ------- | ---------------- | ------------------------------------------------------------------------------------------- | ---------------------- |
| 15-08-1993 | Feyenoord        | 1 - 0   | SC Cambuur       | 1-0 47' Witschge                                                                            |                        |
| 25-08-1993 | Feyenoord        | 1 - 0   | FC Twente        | 1-0 62' Maas                                                                                |                        |
| 31-08-1993 | RKC              | 1 - 2   | Feyenoord        | 1-1 48' Witschge 1-2 64' Scholten                                                           |                        |
| 05-09-1993 | NAC              | 1 - 2   | Feyenoord        | 1-1 73' (pen.) Heus 1-2 85' Van Loen                                                        |                        |
| 08-09-1993 | Feyenoord        | 2 - 0   | FC Volendam      | 1-0 15' Taument 2-0 90' Obiku                                                               |                        |
| 12-09-1993 | FC Groningen     | 0 - 4   | Feyenoord        | 0-1 57' Blinker 0-2 72' (pen.) Van Loen 0-3 87' Gorré 0-4 90' Van Loen                      |                        |
| 26-09-1993 | Feyenoord        | 1 - 0   | Go Ahead Eagles  | 1-0 86' Scholten                                                                            |                        |
| 04-10-1993 | sc Heerenveen    | 1 - 3   | Feyenoord        | 0-1 5' Witschge 1-2 75' Van Loen 1-3 84' Blinker                                            |                        |
| 17-10-1993 | Feyenoord        | 2 - 0   | Willem II        | 1-0 5' Van Loen 2-0 89' Blinker                                                             |                        |
| 24-10-1993 | Ajax             | 2 - 2   | Feyenoord        | 0-1 6' Scholten 0-2 18' Esajas                                                              |                        |
| 27-10-1993 | VVV-Venlo        | 1 - 1   | Feyenoord        | 1-1 67' Obiku                                                                               |                        |
| 31-10-1993 | Feyenoord        | 4 - 0   | MVV              | 1-0 39' (pen.) Van Loen 2-0 73' Van Gobbel 3-0 85' Witschge 4-0 90' Scholten                |                        |
| 07-11-1993 | Sparta Rotterdam | 3 - 4   | Feyenoord        | 0-1 22' Witschge 1-2 49' Blinker 1-3 56' Taument 2-4 75' Maas                               |                        |
| 21-11-1993 | Feyenoord        | 1 - 1   | Vitesse          | 1-0 34' (pen.) Van Loen                                                                     | 1-1 66' (e.d.) De Wolf |
| 28-11-1993 | PSV              | 1 - 3   | Feyenoord        | 0-1 16' Taument 1-2 85' Blinker 1-3 90' Taument                                             |                        |
| 05-12-1993 | Feyenoord        | 1 - 1   | FC Utrecht       | 1-0 52' Taument                                                                             |                        |
| 10-12-1993 | Roda JC          | 1 - 0   | Feyenoord        |                                                                                             | 24' Heus               |
| 16-01-1994 | Feyenoord        | 5 - 0   | VVV-Venlo        | 1-0 19' Van Loen 2-0 61' (pen.) Kiprich 3-0 68' (pen.) Metgod 4-0 79' Kiprich 5-0 86' Obiku |                        |
| 30-01-1994 | Feyenoord        | 1 - 1   | RKC              | 1-1 66' Scholten                                                                            |                        |
| 06-02-1994 | Feyenoord        | 1 - 1   | NAC              | 1-0 27' Kiprich                                                                             |                        |
| 20-02-1994 | FC Volendam      | 0 - 1   | Feyenoord        | 0-1 58' Van Loen                                                                            |                        |
| 23-02-1994 | SC Cambuur       | 0 - 0   | Feyenoord        |                                                                                             |                        |
| 01-03-1994 | Feyenoord        | 0 - 0   | sc Heerenveen    |                                                                                             |                        |
| 06-03-1994 | Go Ahead Eagles  | 1 - 1   | Feyenoord        | 1-1 60' Blinker                                                                             |                        |
| 13-03-1994 | FC Twente        | 1 - 1   | Feyenoord        | 0-1 45' Maas                                                                                | 89' Van Loen           |
| 20-03-1994 | Willem II        | 2 - 1   | Feyenoord        | 1-1 70' (pen.) Heus                                                                         |                        |
| 27-03-1994 | Feyenoord        | 2 - 1   | Ajax             | 1-0 57' De Wolf 2-0 61' (pen.) Heus                                                         |                        |
| 01-04-1994 | MVV              | 1 - 1   | Feyenoord        | 0-1 45' Scholten                                                                            |                        |
| 10-04-1994 | Feyenoord        | 5 - 1   | Sparta Rotterdam | 1-0 10' Blinker 2-0 35' Gorré 3-1 64' Blinker 4-1 73' Witschge 5-1 81' Gorré                |                        |
| 17-04-1994 | Vitesse          | 1 - 2   | Feyenoord        | 1-1 32' Witschge 1-2 61' Larsson                                                            |                        |
| 01-05-1994 | FC Utrecht       | 0 - 0   | Feyenoord        |                                                                                             |                        |
| 27-04-1994 | Feyenoord        | 2 - 2   | FC Groningen     | 1-1 21' (pen.) Heus 2-1 26' Blinker                                                         |                        |
| 03-05-1994 | Feyenoord        | 2 - 1   | PSV              | 1-1 59' De Wolf 2-1 85' De Wolf                                                             |                        |
| 08-05-1994 | Feyenoord        | 2 - 1   | Roda JC Kerkrade | 1-0 20' Witschge 2-0 73' Witschge                                                           |                        |

### KNVB beker

#### Derde ronde
De elf hoogst geklasseerde clubs uit de Eredivisie stromen tijdens de derde ronde van het toernooi in en konden niet tegen elkaar geloot worden.
| Datum      | Thuis     | Uitslag | Uit         | Doelpuntenmakers Feyenoord                   | Bijzonderheden |
| ---------- | --------- | ------- | ----------- | -------------------------------------------- | -------------- |
| 10-11-1993 | Excelsior | 2 - 3   | Feyenoord * | 0-1 6' Taument 1-2 105' Fraser 1-3 107' Bosz | * Winst n.v.   |

#### Achtste finale
| Datum      | Thuis        | Uitslag | Uit       | Doelpuntenmakers Feyenoord     | Bijzonderheden |
| ---------- | ------------ | ------- | --------- | ------------------------------ | -------------- |
| 09-01-1994 | Dordrecht'90 | 0 - 2   | Feyenoord | 0-1 14' Taument 0-2 37' Fraser | 79' De Wolf    |

#### Kwartfinale
| Datum      | Thuis | Uitslag | Uit       | Doelpuntenmakers Feyenoord                                        | Bijzonderheden |
| ---------- | ----- | ------- | --------- | ----------------------------------------------------------------- | -------------- |
| 09-02-1994 | RKC   | 2 - 4   | Feyenoord | 1-1 16' Kiprich 2-2 53' Witschge 2-3 68' Witschge 2-4 80' Taument |                |

#### Halve finale
| Datum      | Thuis | Uitslag | Uit       | Doelpuntenmakers Feyenoord                    | Bijzonderheden |
| ---------- | ----- | ------- | --------- | --------------------------------------------- | -------------- |
| 09-03-1994 | NAC   | 0 - 3   | Feyenoord | 0-1 13' Kiprich 0-2 45' Scholten 0-3 77' Bosz | 47' Blinker    |

#### Finale
| 'Donderdag 12 mei 1994 18:00 uur, KNVB beker-finale'          | Feyenoord *                 | 2-1 (1-0) | N.E.C.     | Opstelling Feyenoord * | Opstelling N.E.C. |  |
| Stadion: De Kuip, Rotterdam Toeschouwers: 43.000 Van der Ende | Heus 7' (pen.) Van Loen 80' |           | 90' Dekker | De Goey, Van Gobbel, De Wolf , Fraser , Heus , Scholten, Bosz 46' ( Maas), Witschge, Taument, Larsson 71' ( Van Loen), Blinker | Brookhuis , Van der Weerden, Aalbers, Van der Linden, Stock , Cruden, Van Wonderen, Kooistra, Dekker, Lok, Van Wanrooy 74' ( De Jong) |  |
| Stadion: De Kuip, Rotterdam Toeschouwers: 43.000 Van der Ende |                             |           |            | De Goey, Van Gobbel, De Wolf , Fraser , Heus , Scholten, Bosz 46' ( Maas), Witschge, Taument, Larsson 71' ( Van Loen), Blinker | Brookhuis , Van der Weerden, Aalbers, Van der Linden, Stock , Cruden, Van Wonderen, Kooistra, Dekker, Lok, Van Wanrooy 74' ( De Jong) |  |
| Stadion: De Kuip, Rotterdam Toeschouwers: 43.000 Van der Ende |                             |           |            | De Goey, Van Gobbel, De Wolf , Fraser , Heus , Scholten, Bosz 46' ( Maas), Witschge, Taument, Larsson 71' ( Van Loen), Blinker | Brookhuis , Van der Weerden, Aalbers, Van der Linden, Stock , Cruden, Van Wonderen, Kooistra, Dekker, Lok, Van Wanrooy 74' ( De Jong) |  |
|                                                               |                             |           |            | | |  |

| * Winnaar KNVB beker 1993/94 |
| ---------------------------- |
| Negende titel                |

### Europees

#### UEFA Champions League

##### Eerste ronde
| Datum      | Thuis     | Uitslag | Uit       | Doelpuntenmakers Feyenoord                  | Bijzonderheden |
| ---------- | --------- | ------- | --------- | ------------------------------------------- | -------------- |
| 15-09-1993 | Akranes   | 1 - 0   | Feyenoord |                                             |                |
| 29-09-1993 | Feyenoord | 3 - 0   | Akranes   | 1-0 26' Refos 2-0 61' Obiku 3-0 79' Blinker |                |

##### Tweede ronde
| Datum      | Thuis     | Uitslag | Uit       | Doelpuntenmakers Feyenoord | Bijzonderheden |
| ---------- | --------- | ------- | --------- | -------------------------- | -------------- |
| 20-10-1993 | FC Porto  | 1 - 0   | Feyenoord |                            | , 72' Bosz     |
| 03-11-1993 | Feyenoord | 0 - 0   | FC Porto  |                            | 89' Van Loen   |

## Selectie
De selectie staat op alfabetische volgorde.
| Positie | Speler              |
| ------- | ------------------- |
| A/M     | Regi Blinker        |
| M       | Peter Bosz          |
| DM      | Mukwayanzo Bulayima |
| DM      | Rob van Dijk        |
| V       | / Harvey Esajas     |
| V       | Henk Fraser         |
| V       | / Ulrich van Gobbel |
| DM      | Ed de Goey          |
| M       | / Dean Gorré        |
| A       | Arnar Gunnlaugsson  |
| A       | Bjarki Gunnlaugsson |
| V       | Ruud Heus           |

| Positie | Speler            |
| ------- | ----------------- |
| A       | József Kiprich    |
| A       | Henrik Larsson    |
| A       | John van Loen     |
| M       | Rob Maas          |
| V       | John Metgod       |
| A       | Mike Obiku        |
| V       | Errol Refos       |
| M       | Arnold Scholten   |
| M       | Orlando Trustfull |
| A       | Gaston Taument    |
| M       | Rob Witschge      |
| V       | John de Wolf      |

## Topscorers
Legenda
- Doelpunt
- Waarvan Strafschoppen

Er wordt steeds de top 3 weergegeven van elke competitie.

### PTT-Telecompetitie
| Plek | Speler        |   | Gescoord met penalty |
| ---- | ------------- | - | -------------------- |
| 1.   | Regi Blinker  | 9 | 0                    |
| 1.   | John van Loen | 9 | 3                    |
| 1.   | Rob Witschge  | 9 | 0                    |

### KNVB beker
| Plek | Speler         |   | Gescoord met penalty |
| ---- | -------------- | - | -------------------- |
| 1.   | Gaston Taument | 3 | 0                    |
| 2.   | Peter Bosz     | 2 | 0                    |
| 2.   | Henk Fraser    | 2 | 0                    |
| 2.   | József Kiprich | 2 | 0                    |
| 2.   | Rob Witschge   | 2 | 0                    |

### Europees

#### UEFA Champions League
| Plek | Speler       |   | Gescoord met penalty |
| ---- | ------------ | - | -------------------- |
| 1.   | Regi Blinker | 1 | 0                    |
| 1.   | Mike Obiku   | 1 | 0                    |
| 1.   | Errol Refos  | 1 | 0                    |

### Overall
| Plek | Speler        |    | Gescoord met penalty |
| ---- | ------------- | -- | -------------------- |
| 1.   | Rob Witschge  | 11 | 0                    |
| 2.   | Regi Blinker  | 10 | 0                    |
| 2.   | John van Loen | 10 | 3                    |

Ajax ·
Cambuur Leeuwarden ·
Feyenoord ·
Go Ahead Eagles ·
FC Groningen ·
sc Heerenveen ·
MVV ·
NAC ·
PSV ·
RKC ·
Roda JC ·
Sparta Rotterdam ·
FC Twente ·
FC Utrecht ·
Vitesse ·
FC Volendam ·
VVV ·
Willem II